# Dictionary of Women Worldwide
Dictionary of Women Worldwide: 25,000 Women Throughout the Ages est un dictionnaire biographique des femmes. Publié en 2006 par Yorkin Publications, une filiale de Gale, ce dictionnaire en trois volumes vise à remédier au manque d'informations sur les femmes disponibles dans d'autres dictionnaires biographiques. Anne Commire et Deborah Klezmer sont les éditrices de l'ouvrage.
Le dictionnaire obtient en 2007 le prix du meilleur ouvrage de référence de l'American Library Association.

## Description
Les deux premiers volumes du dictionnaire contiennent des entrées sur les femmes à travers les âges et le troisième volume est consacré aux index. Le livre contient également 85 tableaux généalogiques. Le dictionnaire ne contient pas d'informations sur les auteurs des entrées ou les sources, cependant, 10 000 entrées renvoient aux 17 volumes de la Women in World History. La série Dictionary of Women Worldwide constitue une extension de ce travail antérieur, bien que certaines entrées aient été raccourcies.
Chaque entrée contient généralement des informations biographiques, notamment les dates de naissance et de décès, la profession, d'éventuels pseudonymes, des détails familiaux, ainsi qu'une description générale de leur parcours de vie et de leurs réalisations. La période couverte s'étend de 3100 avant J.C. jusqu'au XXe siècle. Les indices séparent les entrées dans différents formats, y compris la période, le type d'occupation et l'emplacement géographique. Les numéros de page des entrées, cependant, ne sont pas inclus dans ces index eux-mêmes, et doivent donc être recherchés par ordre alphabétique dans le volume concerné.

## Réception
Dans une critique pour Feminist Collections: A Quarterly of Women's Studies Resources, Vicki Tobias souligne la longueur et le détail des entrées, et la présence d'indications sur  la « lignée féminine », apportant ainsi « des informations biographiques précises sur les femmes ».

## Éditions
- Anne Commire et Deborah Klezmer (dir.), Dictionary of Women Worldwide : 25,000 Women Through the Ages, t. 3, Waterford, Yorkin, 2006 (ISBN 0787675857).
  - Volume 1. A-L.
  - Volume 2. M-Z.
  - Volume 3. Index.